# Unit Luchtvaartpolitie
Unit Luchtvaartpolitie is een reality-televisieprogramma dat vanaf 2 september 2012 werd uitzonden bij RTL 4. Voor het programma zijn maandenlang piloten en waarnemers van de Dienst Luchtvaartpolitie, een onderdeel van het Korps landelijke politiediensten, gevolgd tijdens hun operaties boven Nederland. Naast beelden die tijdens hun missies zijn opgenomen, is ook te horen hoe politie op de grond vanuit de cockpit wordt aangestuurd.